# Lista de prefeitos de Aroeiras do Itaim
Constam a seguir os nomes dos governantes eleitos no município de Aroeiras do Itaim, criado pela Lei Estadual nº 5.094 sancionada pelo governador Mão Santa em 27 de outubro de 1999 e que realizou sua primeira eleição em 3 de outubro de 2004.

## Prefeitos de Aroeiras do Itaim
| Ordem  | Lista de prefeitos do município | Partido | Início do mandato     | Fim do mandato         | Cidade onde nasceu | Unidade federativa | Notas            |
| ------ | ------------------------------- | ------- | --------------------- | ---------------------- | ------------------ | ------------------ | ---------------- |
| 1º     | Gilmar Francisco de Deus        | PP      | 1º de janeiro de 2005 | 31 de dezembro de 2008 | Picos              | Piauí              | [ 3 ] [ 4 ]      |
| 1º     | Gilmar Francisco de Deus        | PTB     | 1º de janeiro de 2009 | 31 de dezembro de 2012 | Picos              | Piauí              | [ 4 ] [ nota 1 ] |
| 2º     | Wesley Gonçalves de Deus        | PTB     | 1º de janeiro de 2013 | 31 de dezembro de 2016 | Picos              | Piauí              |                  |
| 2º     | Wesley Gonçalves de Deus        | PTB     | 1º de janeiro de 2017 | 31 de dezembro de 2020 | Picos              | Piauí              | [ nota 2 ]       |
| 3º     | Edmilson Francisco de Deus      | PTB     | 1º de janeiro de 2021 | 31 de dezembro de 2024 | Picos              | Piauí              | [ 5 ]            |
| 4º     | Francisco Marciano Macedo       | PSD     | 1° de janeiro de 2025 | Em exercício           | Picos              | Piauí              | [ 6 ]            |
| Fonte: |                                 |         |                       |                        |                    |                    |                  |

## Vice-prefeitos de Aroeiras do Itaim
| Ordem  | Lista de vice-prefeitos do município | Partido | Início do mandato     | Fim do mandato         | Cidade onde nasceu | Unidade federativa | Notas            |
| ------ | ------------------------------------ | ------- | --------------------- | ---------------------- | ------------------ | ------------------ | ---------------- |
| 1º     | Antônia da Silva Moura               | PP      | 1º de janeiro de 2005 | 31 de dezembro de 2008 | Picos              | Piauí              |                  |
| 2º     | Wesley Gonçalves de Deus             | PR      | 1º de janeiro de 2009 | 31 de dezembro de 2012 | Picos              | Piauí              |                  |
| 3º     | Francisco de Assis Macedo Filho      | PPS     | 1º de janeiro de 2013 | 31 de dezembro de 2016 | Teresina           | Piauí              |                  |
| 4º     | Edilson Rodrigues Teixeira           | PT      | 1º de janeiro de 2017 | 31 de dezembro de 2020 | Picos              | Piauí              |                  |
| 4º     | Edilson Rodrigues Teixeira           | PT      | 1º de janeiro de 2021 | 31 de dezembro de 2024 | Picos              | Piauí              | [ 5 ] [ nota 3 ] |
| 5º     | Zênio Neves Holanda                  | PSD     | 1° de janeiro de 2025 | Em exercício           | Picos              | Piauí              | [ 6 ]            |
| Fonte: |                                      |         |                       |                        |                    |                    |                  |

## Vereadores de Aroeiras do Itaim
Relação ordenada conforme o número de mandatos exercidos por cada vereador a partir do ano de sua primeira eleição, observado sempre que possível a ordem alfabética.
| Francisco Borges Macedo                 | 05 | 2004, 2008, 2012, 2016, 2020 | Picos | Piauí |
| Manuel José da Silva                    | 03 | 2008, 2012, 2016             | Picos | Piauí |
| Edivá Barroso Leal de Carvalho          | 03 | 2012, 2016, 2020             | Picos | Piauí |
| Francisco das Chagas Rodrigues Teixeira | 03 | 2012, 2016, 2020             | Picos | Piauí |
| Oliveira Facundo de Sousa               | 02 | 2004, 2008                   | Picos | Piauí |
| Valdinésia Macedo Holanda de Deus       | 02 | 2004, 2008                   | Picos | Piauí |
| Justino Pereira de Holanda              | 02 | 2008, 2012                   | Picos | Piauí |
| Sílvia Maria Bezerra Eulálio            | 02 | 2008, 2012                   | Picos | Piauí |
| Valdo Manoel de Araújo                  | 02 | 2008, 2012                   | Picos | Piauí |
| Zênio Neves Holanda                     | 02 | 2008, 2012                   | Picos | Piauí |
| Lucielton Gonçalves de Moura            | 02 | 2016, 2020                   | Picos | Piauí |
| Reginaldo Luiz Bezerra Mendes Eulálio   | 02 | 2016, 2020                   | Picos | Piauí |
| Zênio Neves Holanda Filho               | 02 | 2016, 2020                   | Picos | Piauí |
| Eugênio de Moura Leal                   | 01 | 2004                         | Picos | Piauí |
| Francisca Maria Vieira Leal Lisboa      | 01 | 2004                         | Picos | Piauí |
| Irias Pereira Bezerra Moura             | 01 | 2004                         | Picos | Piauí |
| José Francisco Borges                   | 01 | 2004                         | Picos | Piauí |
| Nielson Gonçalves Pessoa                | 01 | 2004                         | Picos | Piauí |
| Raimundo José de Moura                  | 01 | 2004                         | Picos | Piauí |
| Antônio Barroso da Silva                | 01 | 2008                         | Picos | Piauí |
| Edilson Rodrigues Teixeira              | 01 | 2012                         | Picos | Piauí |
| José Joaquim Ferreira                   | 01 | 2016                         | Picos | Piauí |
| Jurandir de Holanda Feitosa             | 01 | 2016                         | Picos | Piauí |
| Georgina de Moura Santos                | 01 | 2020                         | Picos | Piauí |
| Jeová Zeferino Sousa Moura              | 01 | 2020                         | Picos | Piauí |
| Maria Zoneide de Macedo                 | 01 | 2020                         | Picos | Piauí |
| Fonte:                                  |    |                              |       |       |